# اللغة الصربية الكرواتية
لغة صربوـ كرواتية هي لغة تتحدث بها شعوب صربيا ، كرواتيا ، البوسنة و الهرسك و الجبل الأسود . حيث يتحدث بها حوالي 27 مليون نسمة في البلقان.